# Kuokkala (quartier)
Kuokkala est un quartier de Jyväskylä en Finlande.

## Lieux et monuments

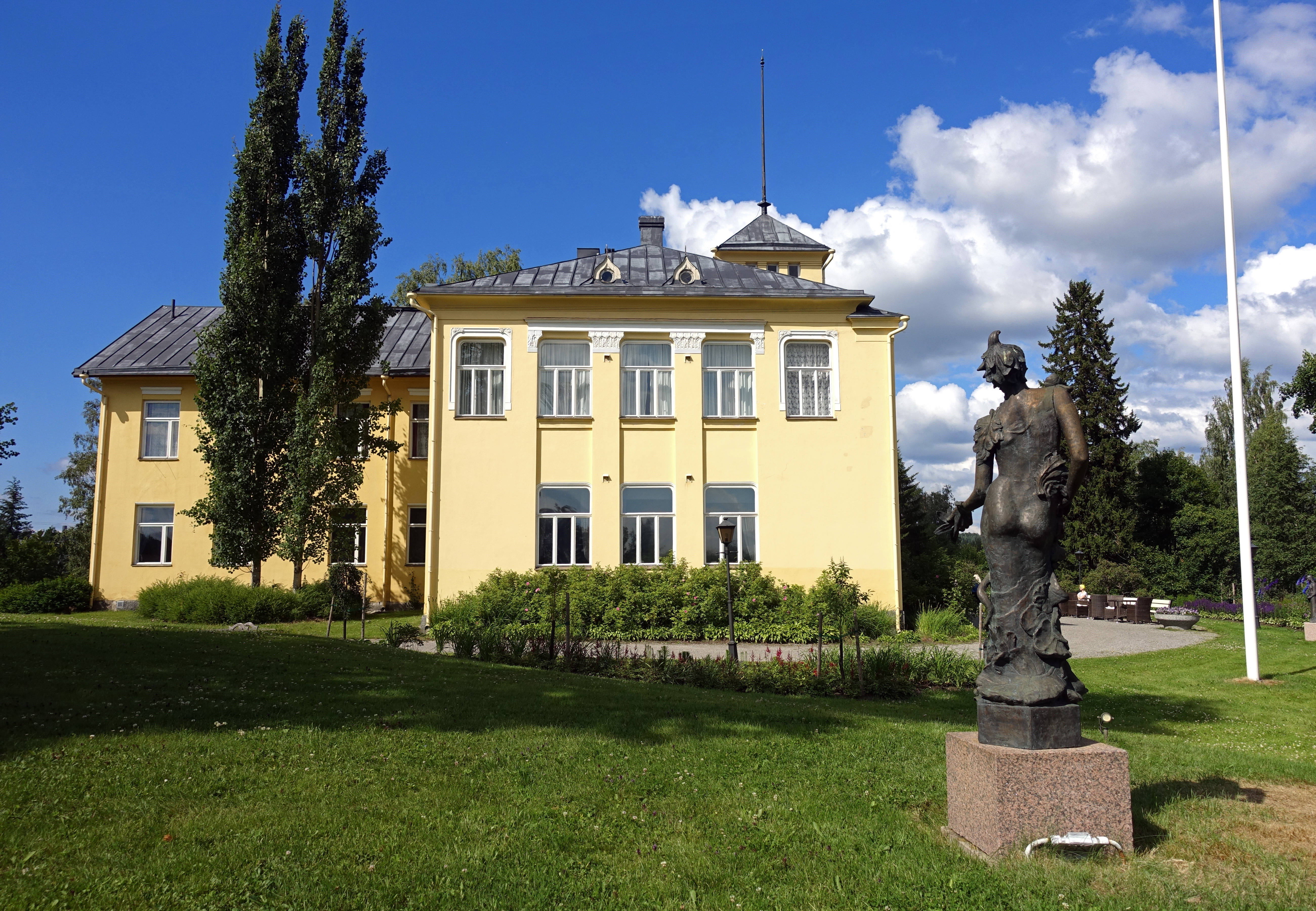
Manoir de Kuokkala.
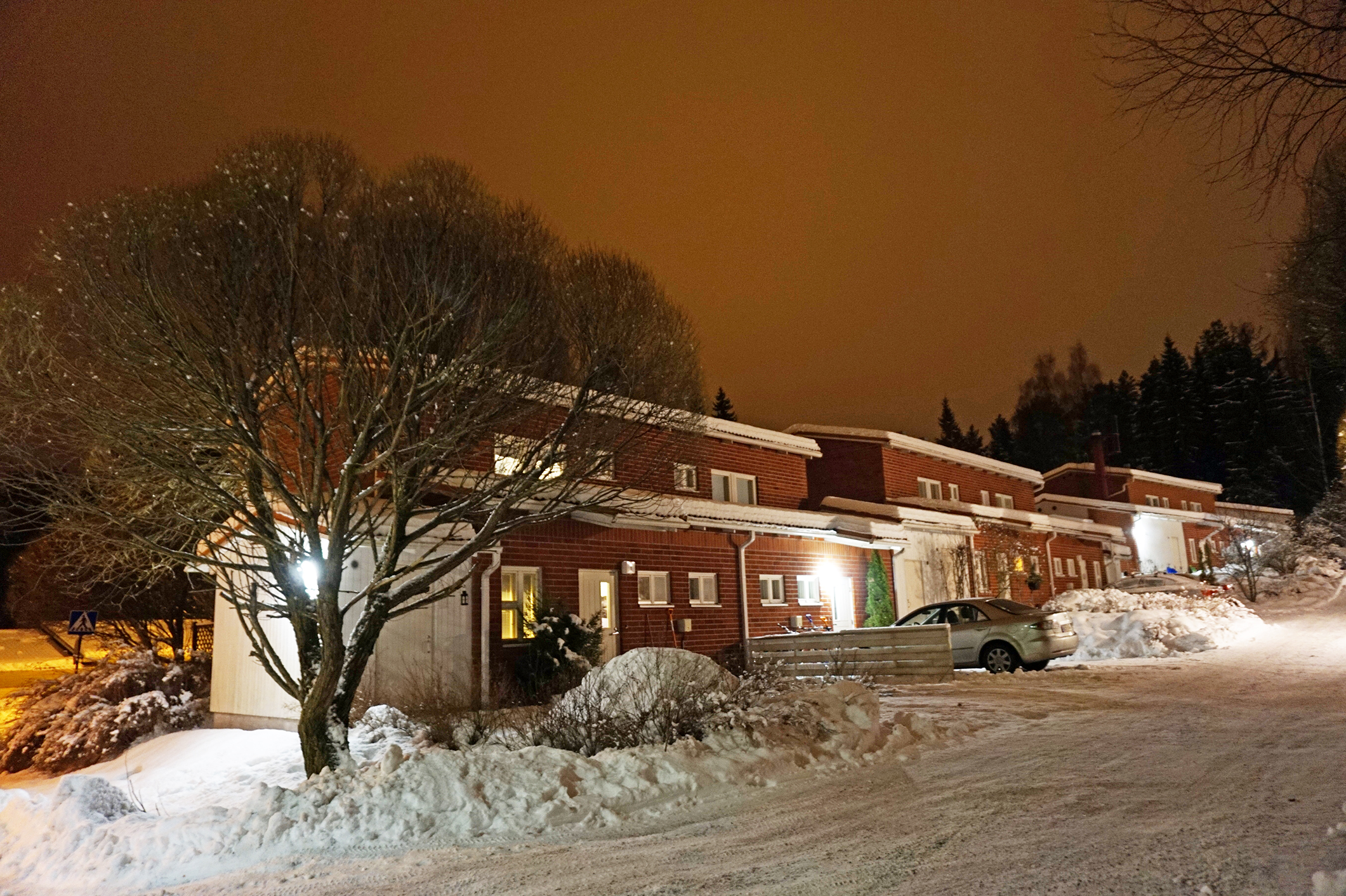
Ristikivi.
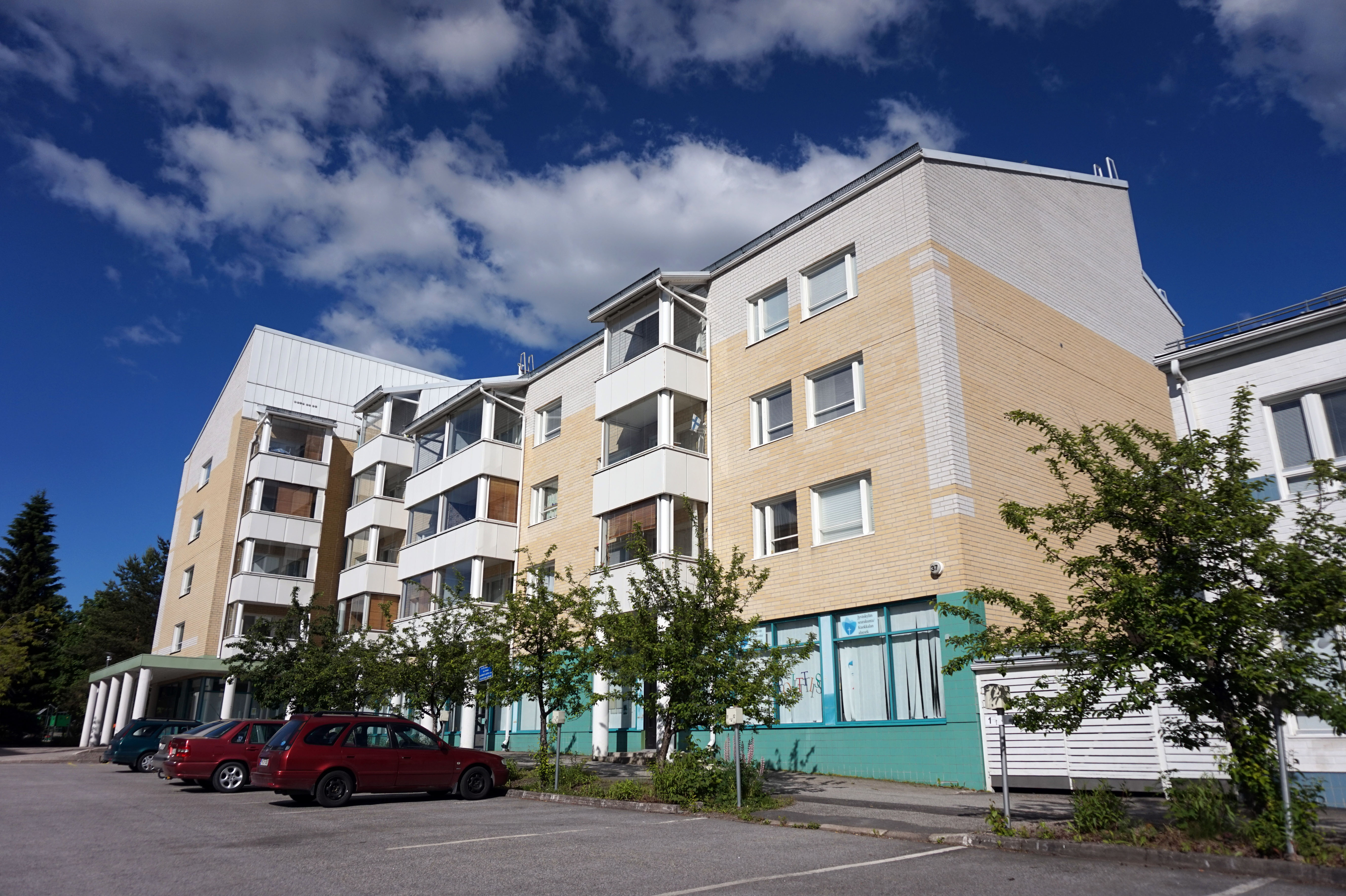
Ykköspesänkatu 37.
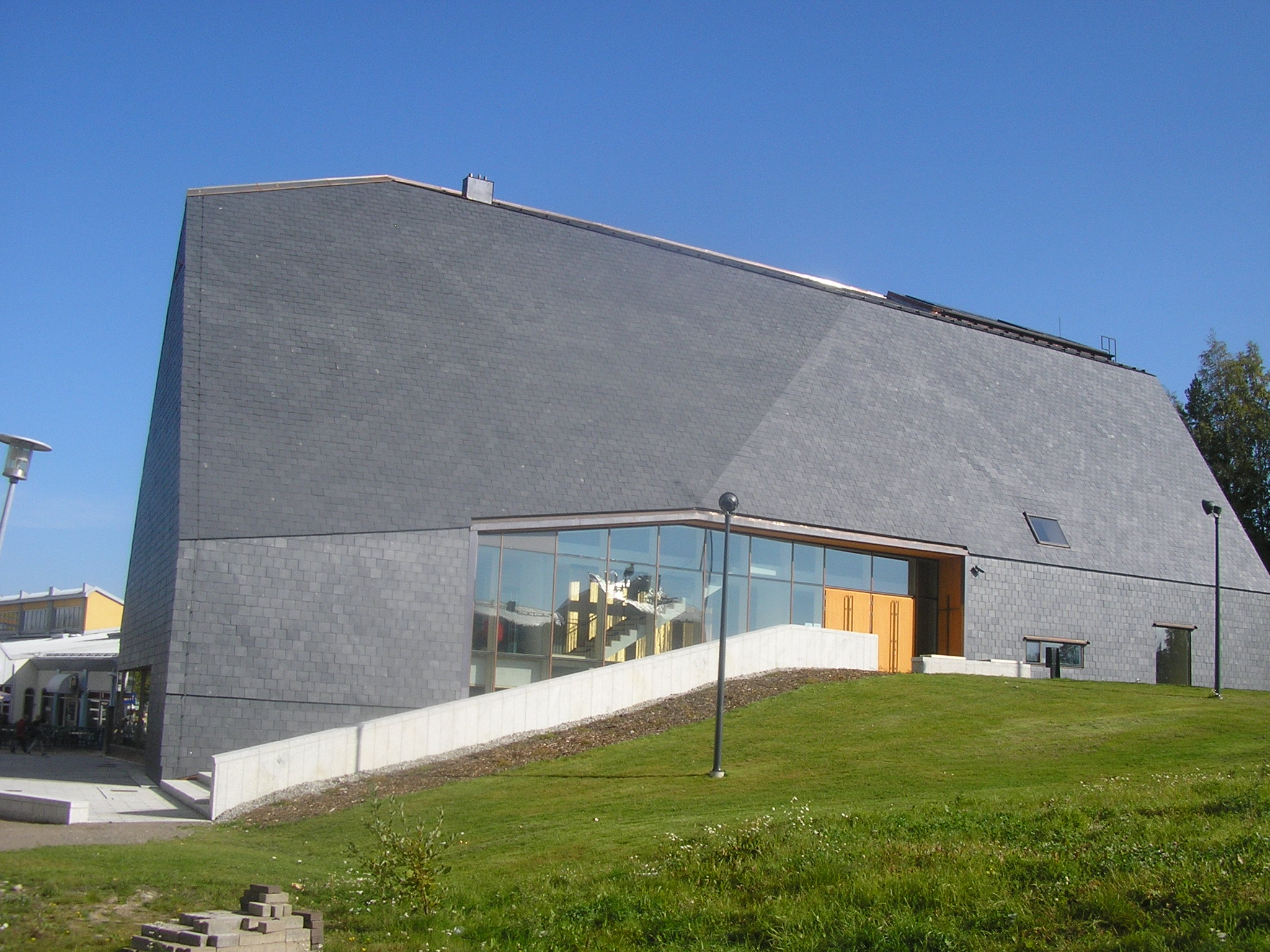
Église de Kuokkala
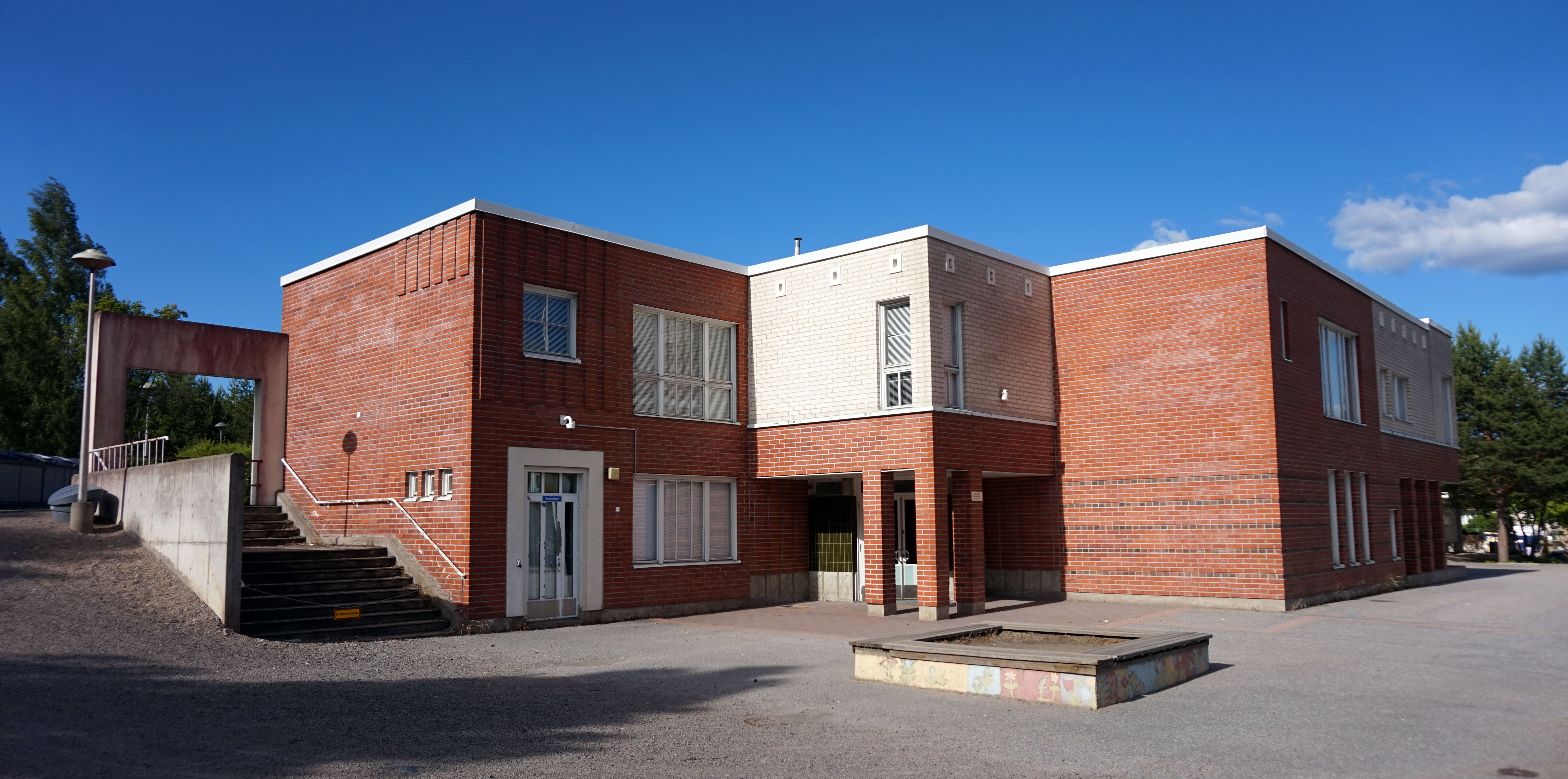
École de Pohjalampi
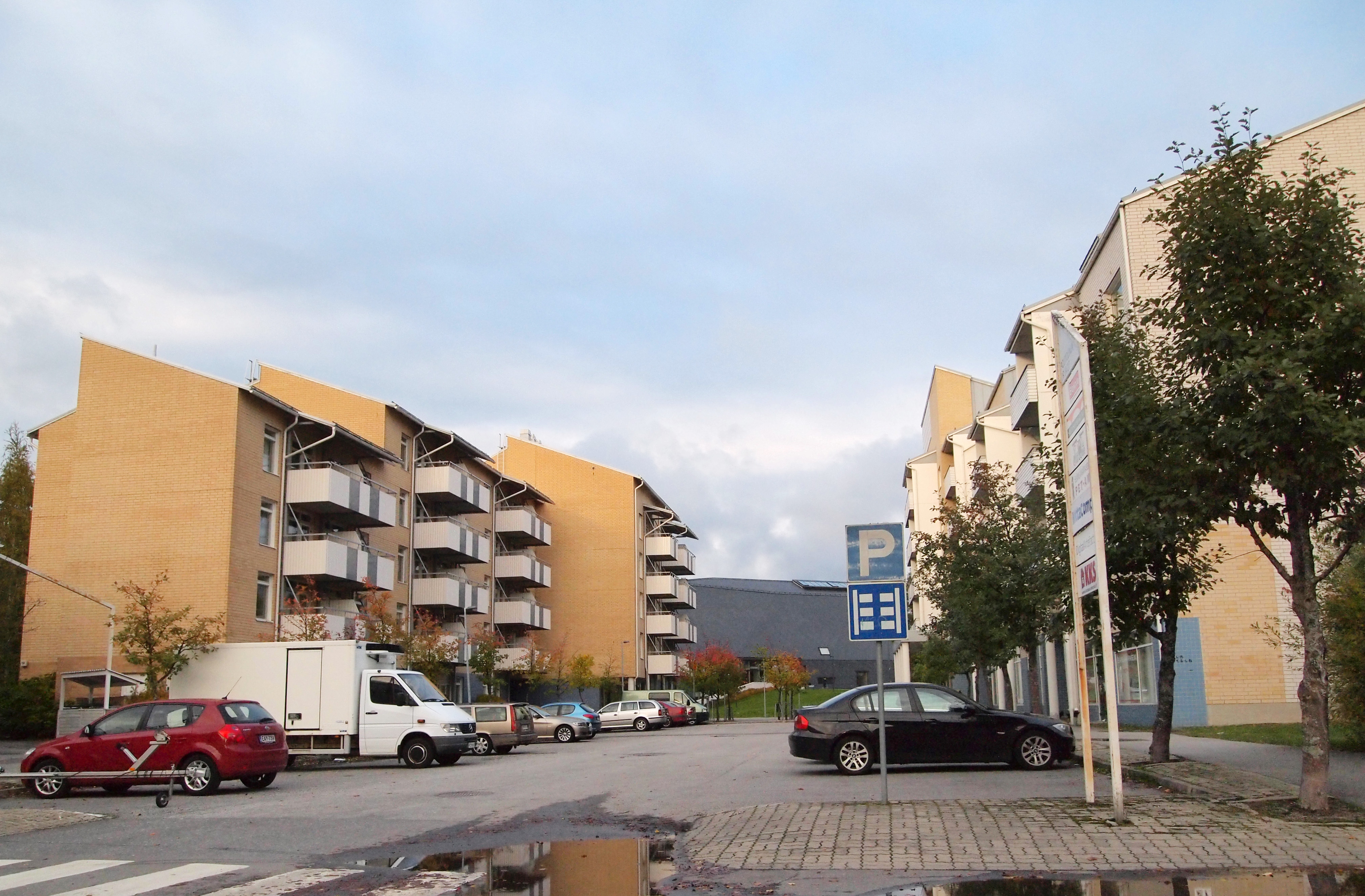
Centre de Kuokkala